# Apronopa ussuricola
Apronopa ussuricola är en stekelart som beskrevs av Sergey A. Belokobylskij 1998. Apronopa ussuricola ingår i släktet Apronopa och familjen bracksteklar. Inga underarter finns listade i Catalogue of Life.